# Borough Green
Borough Green es una parroquia civil y un pueblo del distrito de Tonbridge and Malling, en el condado de Kent (Inglaterra).

## Geografía
Según la Oficina Nacional de Estadística británica, Borough Green tiene una superficie de 2,17 km².

## Demografía
Según el censo de 2001, Borough Green tenía 3472 habitantes (47,84% varones, 52,16% mujeres) y una densidad de población de 1600 hab/km². El 19,12% eran menores de 16 años, el 71,69% tenían entre 16 y 74 y el 9,19% eran mayores de 74. La media de edad era de 41,67 años. Del total de habitantes con 16 o más años, el 22,9% estaban solteros, el 59,44% casados y el 17,66% divorciados o viudos.
El 95,22% de los habitantes eran originarios del Reino Unido. El resto de países europeos englobaban al 1,44% de la población, mientras que el 3,34% había nacido en cualquier otro lugar. Según su grupo étnico, el 97,23% eran blancos, el 1,07% mestizos, el 1,27% asiáticos, el 0,2% chinos y el 0,14% de cualquier otro salvo negros. El cristianismo era profesado por el 78,47%, el hinduismo por el 0,14%, el judaísmo por el 0,2%, el islam por el 1,07%, el sijismo por el 0,12% y cualquier otra religión, salvo el budismo, por el 0,09%. El 13,2% no eran religiosos y el 6,71% no marcaron ninguna opción en el censo.
1650 habitantes eran económicamente activos, 1606 de ellos (97,33%) empleados y 44 (2,67%) desempleados. Había 1451 hogares con residentes, 53 vacíos y 3 eran alojamientos vacacionales o segundas residencias.